# Карл Алльгевер
Карл Алльгевер (нім. Karl Allgöwer, нар. 5 січня 1957, Гайслінген-ан-дер-Штайге) — західнонімецький футболіст, що грав на позиції півзахисника.
Виступав за клуби «Штутгартер Кікерс» та «Штутгарт», а також національну збірну ФРН, з якою став віце-чемпіоном світу.

## Клубна кар'єра
Молодіжну кар'єру Карл провів у «Альтенштадті» і «Гайслінгені». У 1977 році почав професійну кар'єру в клубі «Штутгартер Кікерс», за який грав 3 роки, провівши 116 матчів і забивши 59 м'ячів у Другій Бундеслізі. В команді він грав на позиції нападника.
У 1980 році перейшов в «Штутгарт» за 750.000 німецьких марок, за який відіграв 11 сезонів. За цей час він встиг з командою виграти Бундеслігу у 1984 році і міцно зайняти місце в основі клубу. У складі «Штутгарта» був одним з головних бомбардирів команди, маючи середню результативність на рівні 0,38 голу за гру першості. У сезоні 1988/89 «Штутгарт», в складі якого були такі гравці, як Юрген Клінсман і Гвідо Бухвальд, зміг дійти до фіналу Кубка УЄФА, але там програв італійському «Наполі», у складі якого грав Дієго Марадона. Алльгевер завершив професійну кар'єру футболіста виступами за команду «Штутгарт» у 1991 році.

## Виступи за збірну
Алльгевер був запрошений у другу збірну ФРН, з якою провів 2 матчі і забив 1 гол. Там талант гравця побачив тренер національної збірної ФРН, Юпп Дерваль. Дебют за національну збірну відбувся в листопаді 1980 року в Ганновері в матчі проти збірної Франції. В тому матчі Алльгевер грав на позиції правого півзахисника. Після його часто викликали в збірну. Він брав участь у відбірковому етапі на чемпіонат світу 1982 року, але перед самим «мундіалем» вирішив завершити міжнародну кар'єру.
Перерва в міжнародній кар'єрі тривала 3 роки. Франц Беккенбауер, наступник Дерваля, намагався всіма силами повернути Карла в збірну, але йому довелося чекати до жовтня 1985 року. Це був матч відбіркового етапу на ЧС-1986 проти збірної Португалії, який за іронією долі був зіграний на стадіоні «Штутгарта», Неккарштадіоні.
У складі збірної був учасником чемпіонату світу 1986 року у Мексиці, в якому ФРН дійшла до фіналу, але там програла збірної Аргентині. На самому турнірі Алльгевер на поле не виходив, після чого остаточно завершив кар'єру в збірній. Всього протягом кар'єри у національній команді провів у формі головної команди країни 10 матчів.

## Статистика выступлений
| Клуб              | Сезон             | Ліга | Ліга | Кубок ФРН | Кубок ФРН | Єврокубки | Єврокубки | Разом | Разом |
| Клуб              | Сезон             | Ігри | Голи | Ігри      | Голи      | Ігри      | Голи      | Ігри  | Голи  |
| ----------------- | ----------------- | ---- | ---- | --------- | --------- | --------- | --------- | ----- | ----- |
| Штутгартер Кікерс | 1977/78           | 38   | 11   | 2         | 1         | -         | -         | 40    | 12    |
| Штутгартер Кікерс | 1978/79           | 38   | 23   | 1         | 0         | -         | -         | 39    | 23    |
| Штутгартер Кікерс | 1979/80           | 40   | 25   | 4         | 8         | -         | -         | 44    | 33    |
| Штутгартер Кікерс | Всього            | 116  | 59   | 7         | 9         | 0         | 0         | 123   | 68    |
| Штутгарт          | 1980/81           | 32   | 10   | 5         | 2         | 6         | 5         | 43    | 17    |
| Штутгарт          | 1981/82           | 31   | 3    | 2         | 1         | 2         | 0         | 35    | 4     |
| Штутгарт          | 1982/83           | 33   | 21   | 5         | 3         | 0         | 0         | 38    | 24    |
| Штутгарт          | 1983/84           | 29   | 12   | 4         | 3         | 2         | 0         | 35    | 15    |
| Штутгарт          | 1984/85           | 32   | 19   | 4         | 1         | 2         | 2         | 38    | 22    |
| Штутгарт          | 1985/86           | 33   | 21   | 6         | 8         | 0         | 0         | 39    | 29    |
| Штутгарт          | 1986/87           | 21   | 10   | 1         | 1         | 2         | 1         | 24    | 12    |
| Штутгарт          | 1987/88           | 31   | 9    | 1         | 0         | 0         | 0         | 32    | 9     |
| Штутгарт          | 1988/89           | 32   | 12   | 5         | 3         | 11        | 4         | 48    | 19    |
| Штутгарт          | 1989/90           | 32   | 4    | 4         | 0         | 6         | 3         | 42    | 7     |
| Штутгарт          | 1990/91           | 32   | 8    | 4         | 0         | 0         | 0         | 36    | 8     |
| Штутгарт          | Всього            | 338  | 129  | 41        | 22        | 31        | 15        | 410   | 166   |
| Всього за кар'єру | Всього за кар'єру | 454  | 188  | 48        | 31        | 31        | 15        | 533   | 234   |

## Титули і досягнення
- Чемпіон ФРН (1):

«Штутгарт»: 1983–84
- Віце-чемпіон світу: 1986